# Annamaria Solazzi
Annamaria Solazzi (* 10. Dezember 1965 in Ancona) ist eine ehemalige italienische Beachvolleyballspielerin. Sie war dreifache Europameisterin und nahm zweimal an den Olympischen Spielen teil.

## Karriere
Solazzi absolvierte ihre ersten internationalen Turniere 1994 und 1995 mit Consuelo Turetta. 1996 in Atlanta nahmen sie am ersten olympischen Turnier teil und unterlagen den Brasilianerinnen Mônica Rodrigues/Adriana Samuel sowie den Norwegerinnen Berntsen/Hestad.
Anschließend bildete Solazzi ein festes Duo mit Laura Bruschini, das bei der Europameisterschaft in Pescara gleich die Bronzemedaille holte. Im folgenden Jahr gewannen Bruschini/Solazzi in Riccione mit einem Sieg im Endspiel gegen ihre Landsfrauen Daniela Gattelli und Lucilla Perrotta erstmals den Titel. Bei der ersten Weltmeisterschaft wurden sie im gleichen Jahr Neunter. Nach einem dritten Platz 1998 in Rhodos feierten sie 1999 in Rhodos ihren zweiten EM-Titel (Finale gegen die Französinnen Prawerman/Rigaux), den sie ein Jahr später in Getxo mit einem Sieg gegen Jana Vollmer und Danja Müsch erfolgreich verteidigten. Bei der Weltmeisterschaft 1999 erreichten sie Rang 17.
Das olympische Turnier 2000 endete für Bruschini/Solazzi im Viertelfinale gegen das australische Duo Cook/Pottharst. Ebenfalls Fünfter wurden sie bei der Weltmeisterschaft 2001 nach einer Viertelfinal-Niederlage gegen die Tschechinnen Celbová/Nováková. Zwei Jahre später scheiterten sie hingegen in Rio de Janeiro ohne Satzgewinn in der Vorrunde. Bei der Europameisterschaft 2004 belegten Bruschini/Solazzi den fünften Rang. Am Ende des Jahres trennte sich das Duo.
Mit Nicoletta Luciani kam Solazzi bei der WM 2005 in Berlin nach Niederlagen gegen McPeak/Kessy (USA) und Gerlic/Clarke (Australien) nicht über Platz 33 hinaus. Anschließend beendete die aus Ancona stammende Athletin ihre Beachvolleyballkarriere.